# Rőt likacsosgomba
A rőt likacsosgomba (Abortiporus biennis) a Meruliaceae családba tartozó, lombos fák vagy ritkábban fenyők elhalt vagy meggyengült törzsén élő, nem ehető gombafaj.

## Megjelenése
A rőt likacsosgomba termőteste 5–15 cm széles, alakja szabálytalan, kerülete kör, félkör vagy vese alakú, lapos. Több termőtest rozettaszerűen összenőhet. Felszíne finoman vagy sűrűn szőrös-bársonyos; néha többé-kevésbé csupasz. Színe világosbarna, vörösbarna, fakó sárgásbarna, széle világosabb. Néha halványan, barnásan zónázott.  
Alsó termőrétege csöves. A pórusok viszonylag kicsik (1-4/mm), szögletesek, vagy szabálytalanok, labirintus-szerűek. Színe fehéres, nyomásra vagy idősen vörösesre, rózsaszínes-barnásra színeződik.
Tönkje nem mindig fejlődik ki. 3-10 cm hosszú és 1–3 cm vastag, a töve felé vékonyodik. Felszíne nemezes, színe barna. 
Húsa szívós, színe fehér, halvény rózsaszínes vagy halványbarnás. Nyomásra rózsaszínes levet ereszt. Szaga nem jellegzetes vagy kellemetlen, íze nem jellegzetes.  
Viszonylag gyakori ún. aberráns, kezdetleges formája. Ekkor a gomba félgömb alakú vagy szabálytalan masszát alkot, felszínén a pórusos termőréteggel. Színe fehéres, esetleg rózsás árnyalattal, sérülésre vörösen vagy barnásvörösen elszíneződik. Fiatalon rózsaszínes vagy narancsszínű folyadékcseppeket választ ki. 
Spórapora fehér. Spórája ellipszoid, sima, mérete 5–7 x 3–4,5 µm.

### Hasonló fajok
A fenyő-likacsosgomba vagy a sávos fásgereben hasonlít hozzá. 

## Elterjedése és élőhelye
Európában és Észak-Amerikában honos. Magyarországon ritka.
Elhalt meg meggyengült lombos fák, ritkábban fenyők tövénél, gyökerén nő, azok anyagában fehérkorhadást okoz. Egész évben megtalálható, de leggyakrabban ősszel.

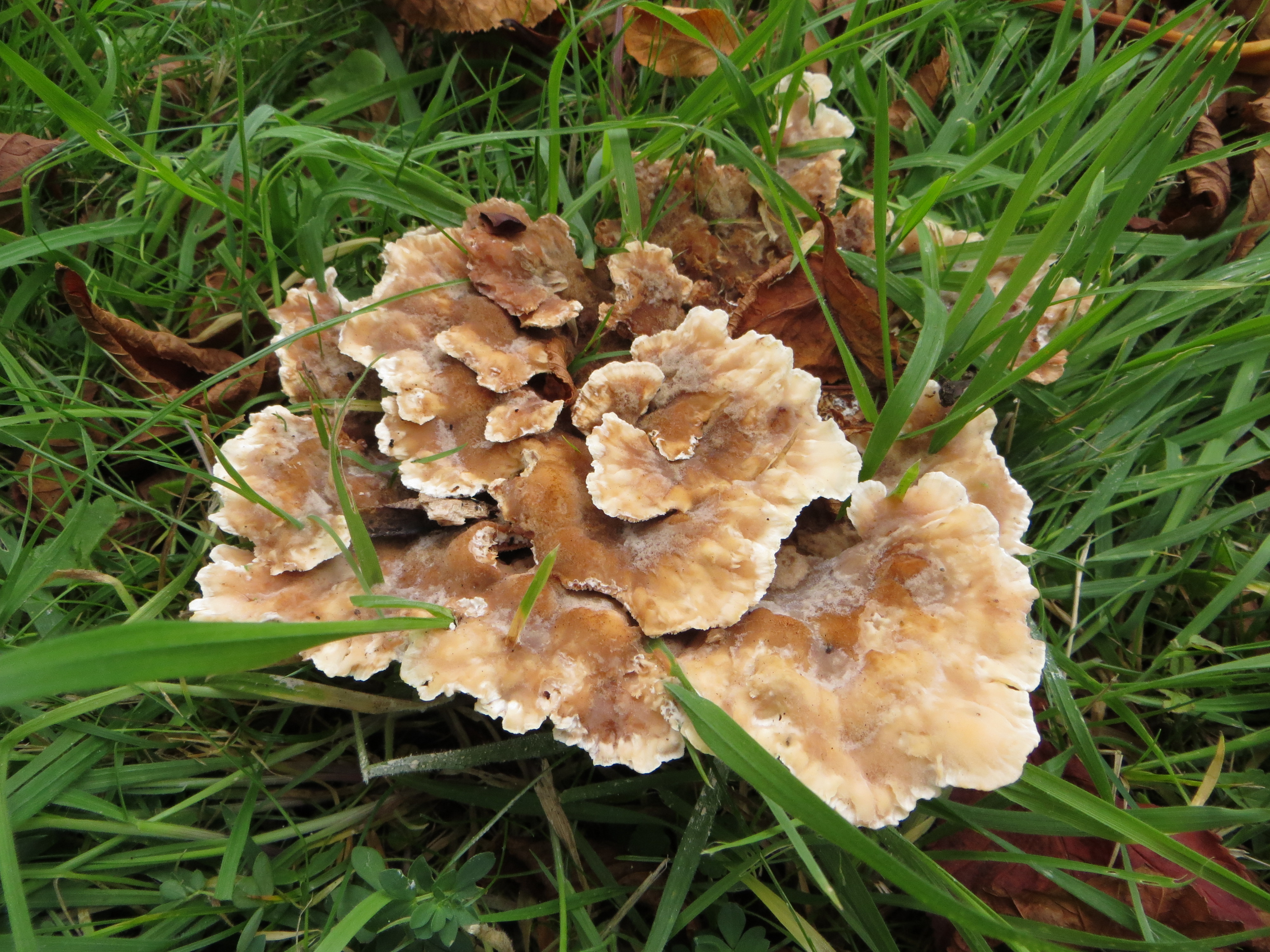
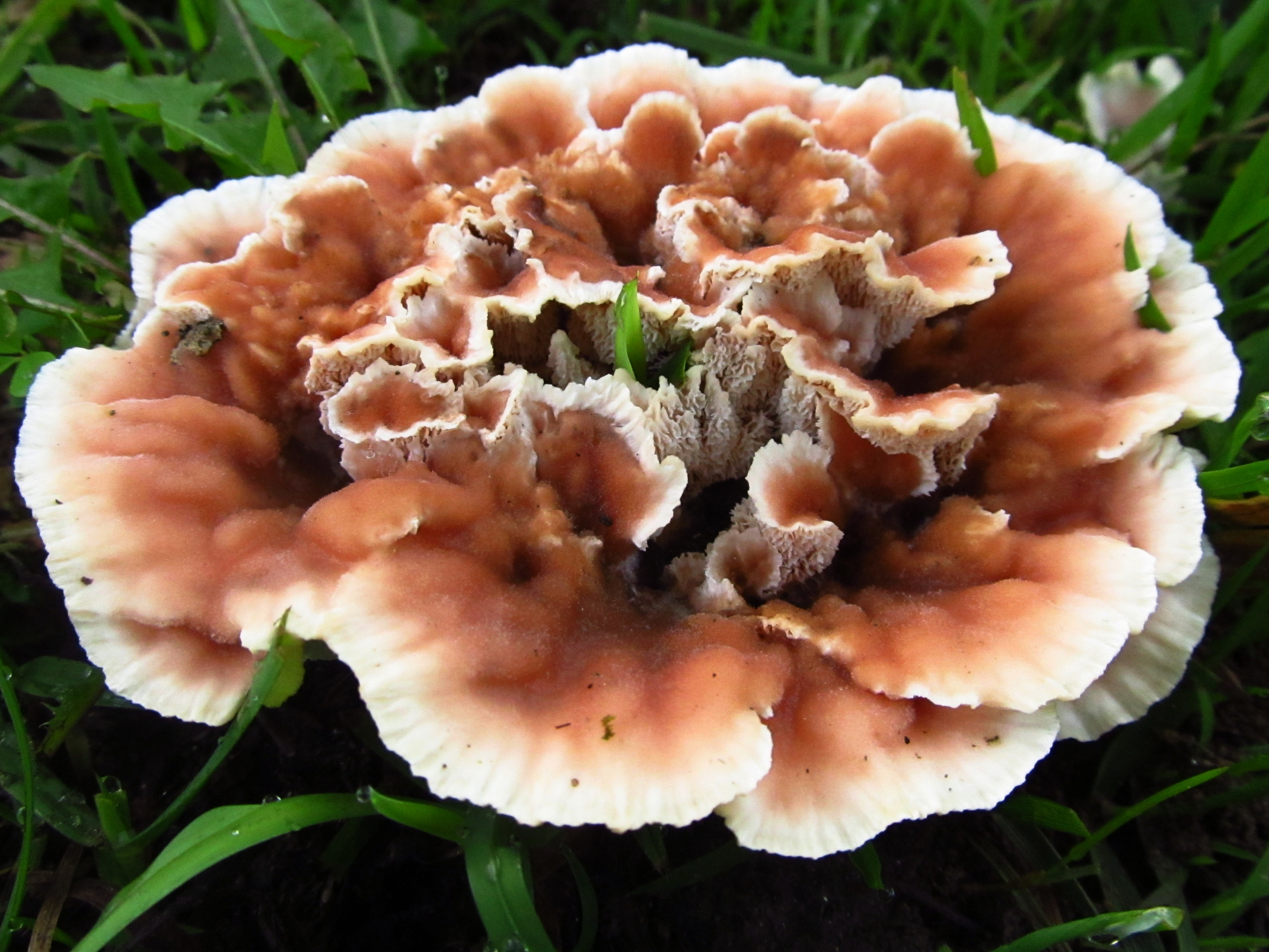
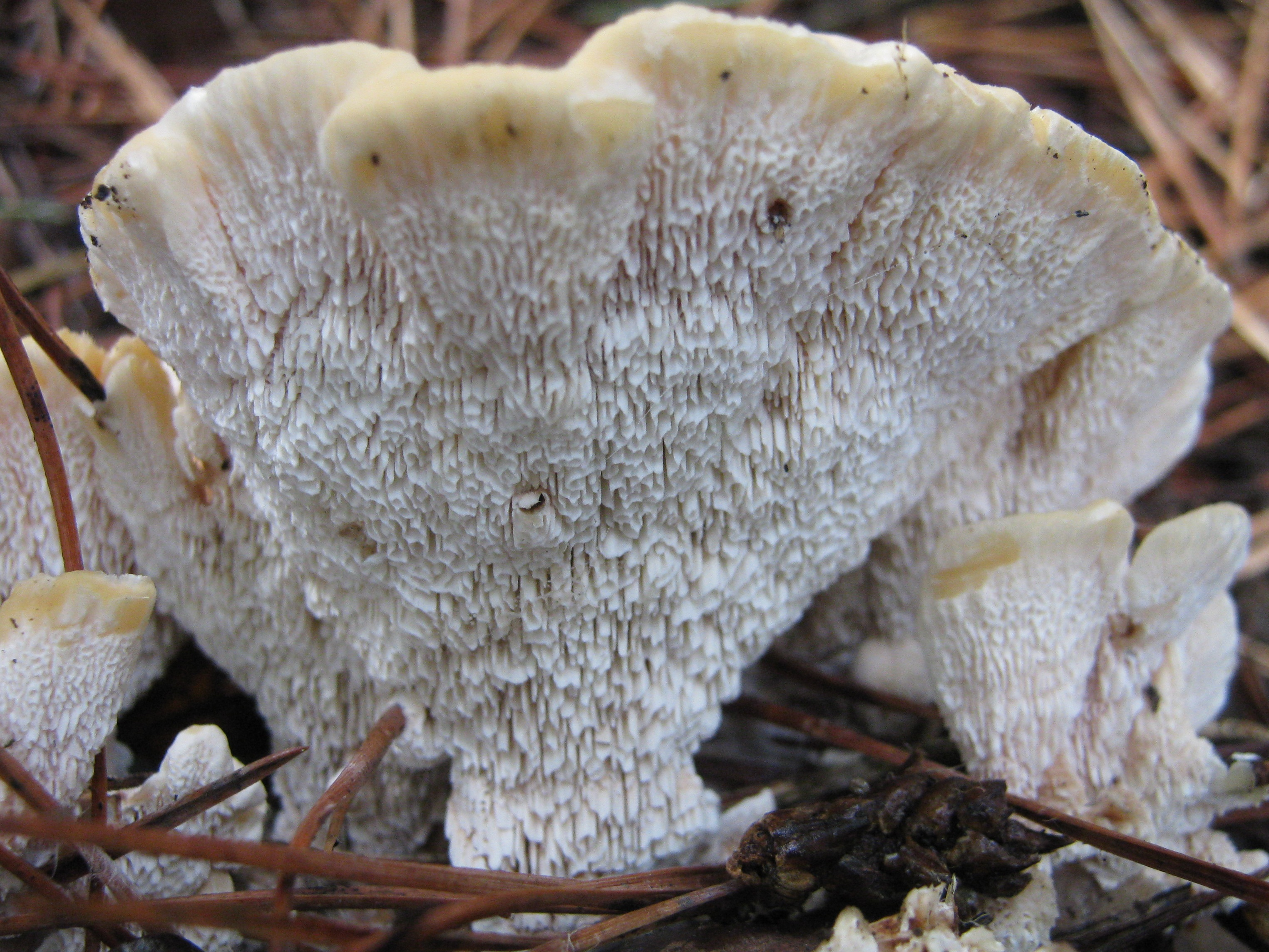
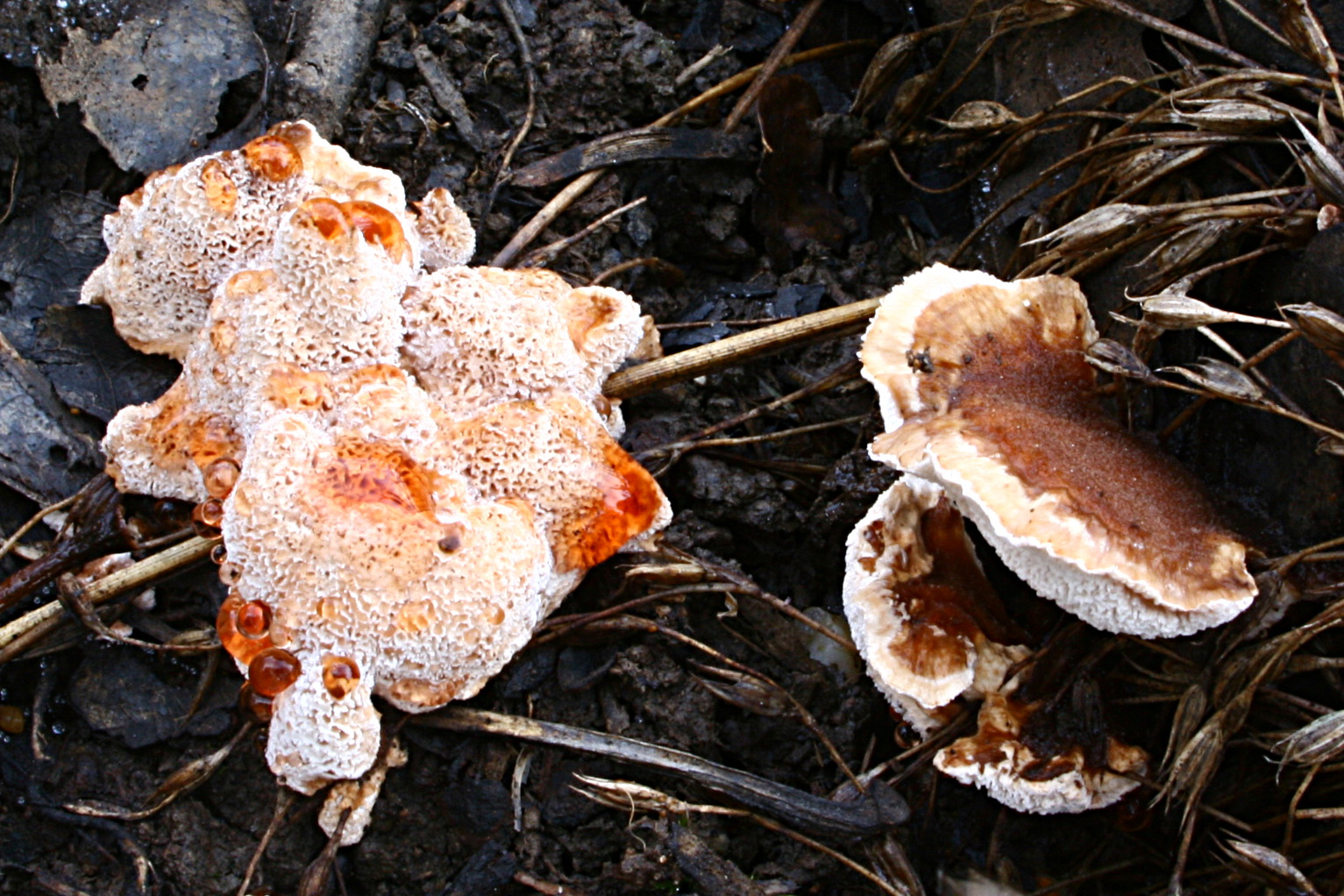
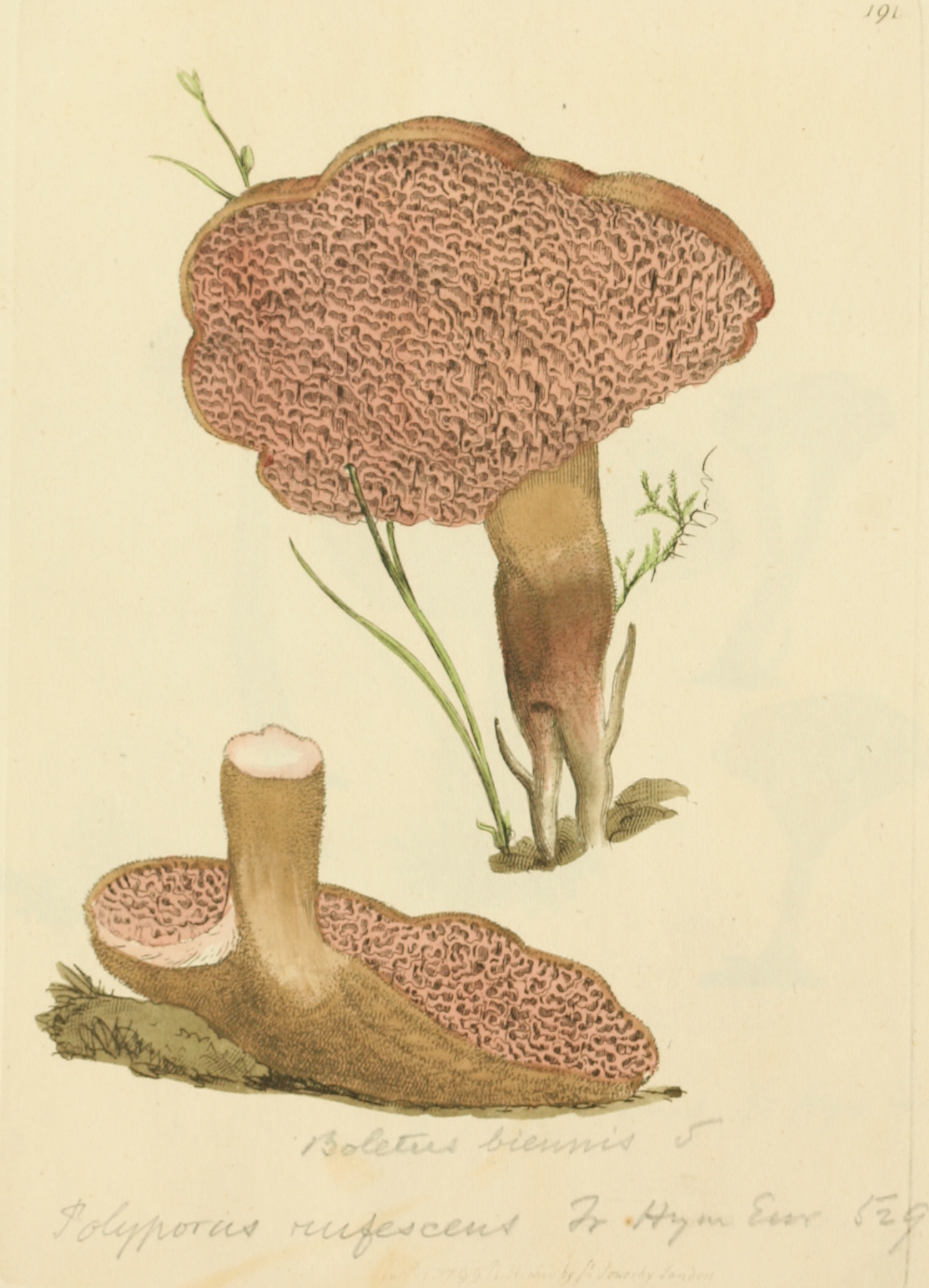

Nem ehető.